# Mycterophora slossinae
Mycterophora slossinae är en fjärilsart som beskrevs av George Duryea Hulst 1898. Mycterophora slossinae ingår i släktet Mycterophora och familjen nattflyn. Inga underarter finns listade i Catalogue of Life.